# Koziatyn
Koziatyn (en ukrainien : Козятин) ou Kaziatine (en russe : Казатин) est une ville de l'oblast de Vinnytsia, en Ukraine, et le centre administratif du raïon de Koziatyn. Sa population s'élevait à 22 206 habitants en 2024.

## Géographie
Koziatyn est située à 59 km au nord de Vinnytsia.

## Histoire
La ville est fondée en 1870, à l'époque de la construction du chemin de fer Kiev – Baltique. Koziatyn devient une ville du district de Berditchiv le 7 juillet 1874. En avril 1920, au cours de la guerre entre la Pologne à l'Armée rouge, la ville est prise par les forces polonaises au cours de qui est connu sous le nom de « Raid sur Koziatyn ». Sa situation de carrefour ferroviaire favorise son expansion industrielle.
L'activité économique repose aujourd'hui sur le chemin de fer et dans une moindre mesure sur l'industrie agroalimentaire.

## Population
Recensements (*) ou estimations de la population :
| 1923*  | 1926*  | 1939*  | 1959*  | 1970*  | 1979*  |
| ------ | ------ | ------ | ------ | ------ | ------ |
| 14 317 | 14 886 | 16 726 | 22 784 | 25 649 | 29 243 |

| 1989*  | 2001*  | 2011   | 2012   | 2013   | 2014   |
| ------ | ------ | ------ | ------ | ------ | ------ |
| 28 752 | 26 635 | 24 324 | 24 319 | 24 247 | 24 180 |

## Transports
Koziatyn se trouve à 62 km de Vinnytsia par le chemin de fer et à 75 km par la route.

## Jumelages
- Krasnogorsk (Russie)
- Leżajsk (Pologne)